# برج أتاكولي
برج أتاكولي هو 125 م (410 قدم) برج اتصالات ومراقبة مرتفع يقع في حي جانكايا بوسط أنقرة، تركيا، وهو أحد المعالم الرئيسية للمدينة. نظرًا لأن مقاطعة جانكايا هي نفسها على تل، يمكن رصد البرج من أي مكان تقريبًا في المدينة خلال الأيام الصافية. جاء تصميم البرج من المهندس المعماري رجيب بولوك واستمرت أعمال البناء من 1987 إلى 1989. يضم القسم العلوي من البرج تراسًا مفتوحًا ومطعمًا دوارًا يدعى إشبيلية، والذي يدور 360 درجة كاملة في ساعة واحدة. على قمة إشبيلية يوجد مطعم آخر هو دوم، وهو غير دوار ويقع مباشرة تحت القبة. تحت الشرفة يوجد مقهى باسم UFO. تضم الهياكل السفلية مركزًا للتسوق والعديد من المطاعم الداخلية والخارجية. تم افتتاح البرج في 13 أكتوبر 1989 من قبل الرئيس تورغوت أوزال. بسبب إعادة البناء الجارية لمركز التسوق، فإن البرج مغلق الآن أمام الزوار.
في التركية، تعني كلمة ata «الجد» (أو «الأب» باللغة التركية القديمة)، والذي يستخدم غالبًا كلقب (Ata) لمصطفى كمال أتاتورك، مؤسس الجمهورية التركية ورئيسها الأول؛ بينما تعني الكلمة التركية kule «البرج».

## مركز تسوق أتريوم
تم افتتاح مركز التسوق المجاور للبرج اترويوم في 13 أكتوبر 1989. كان أول مول حديث في أنقرة والثاني في تركيا بعد غاليريا في اسطنبول، الذي افتتح في عام 1987. تم إغلاق مركز التسوق بسبب فقدان شعبيته في مواجهة المنافسة من عدد متزايد من مراكز التسوق الحديثة في المدينة. يتم هدمه الآن وإعادة بنائه كمركز تجاري على الطراز المعاصر.

## روابط خارجية
- الموقع الرسمي لبرج أتاكولي (in Turkish)